# Sebastian Mikołajczak
Sebastian Mikołajczak (ur. 24 listopada 1975 w Górze) – polski rzeźbiarz i medalier.
Studiował na kierunku Rzeźba na Wydziale Sztuk Pięknych Uniwersytetu Mikołaja Kopernika w Toruniu. Dyplom z wyróżnieniem obronił w 2005 roku, w pracowni Macieja Szańkowskiego. W roku 2010 uzyskał stopień doktora sztuk plastycznych, a w 2021 roku stopień doktora habilitowanego nauk artystycznych. Jest pracownikiem naukowo-dydaktycznym na stanowisku profesora na macierzystej uczelni.
Główny obszar jego twórczości to medalierstwo oraz projektowanie monet. Zajmuje się projektowaniem monet dla Narodowego Banku Polskiego i Mennicy Polskiej, współpracuje również z bankami oraz mennicami zagranicznymi.
Swoją twórczość prezentował na 8 wystawach indywidualnych, 38 ogólnopolskich i 152 zagranicznych. Prace artysty znajdują się w polskich i zagranicznych zbiorach muzealnych. Jest członkiem Międzynarodowej Federacji Sztuki Medalierskiej (FIDEM), Polskiego Stowarzyszenia Sztuki Medalierskiej oraz Stowarzyszenia Artystycznego „Otwarte” w Toruniu.
Laureat m.in. nagrody COTY 2016 (Coin of the Year Award) dla srebrnej monety o nominale 10 zł Jan Karski wyemitowanej przez Narodowy Bank Polski oraz „Coin Constellation – 2018” za srebrną monetę o nominale 10 zł z Serii Wielcy polscy ekonomiści – „Mikołaj Kopernik” wyemitowanej przez NBP w kategorii Moneta klasyczna.

## Twórczość

### Medale
- Cykl Świat[14]
- Cykl Przyszłość natury[15]
- Cykl Więzi[16]
- Cykl Postacie[17]
- Cykl Mity[18]
- Cykl Medal w sztuce[19]
- Cykl Historie biblijne[20]
- Cykl Historia[21]
- Medale realizowane dla instytucji[22]

### Monety
- Narodowy Bank Polski - monety obiegowe[23]
- Narodowy Bank Polski - monety kolekcjonerskie[24]
- Emitenci zagraniczni[25]

### Numizmaty
- Wybrane numizmaty[26]

## Popularyzacja sztuki medalierskiej i monetarnej

### Materiały informacyjne
- Międzynarodowy projekt medalierski[27]
- W pracowni artysty rzeźbiarza[28]
- Centrum Pieniądza Narodowego Banku Polskiego im. Sławomira S. Skrzypka, Warszawa[29]

### Materiały audiowizualne
- Dzień Dobry TVN[30]
- TVP Bydgoszcz[31]
- Kwadrans z numizmatyką[32]
- Jak powstają monety, cz. 1[33]
- Jak powstają monety, cz. 2[34]

## Nagrody i wyróżnienia[35]

### Nagrody
- 2022 – Nagroda Jaapa Van Der Veena / Muzeum Teylersa za Medal Sztuki Współczesnej. Międzynarodowa nagroda za najbardziej obiecującą twórczość w dziedzinie współczesnej sztuki medalierskiej przyznawana przez Muzeum Teylers, Haarlem, Holandia.
- 2022 – Główna nagroda za medal “Medals of Dis/Honor” na XXXVIII Międzynarodowym Sympozjum Medalierskim, przyznana przez Prof. Algirdasa Zebrauskasa, Muzeum ALKA, Telsze, Litwa.
- 2021 – II oraz III nagroda w międzynarodowym konkursie Centralnego Banku Estonii Eesti Pank na srebrną monetę o nominale 15 euro poświęconą 150. rocznicy urodzin Johana Pitki, Tallinn, Estonia.
- 2020 – II nagroda w konkursie “Coin Constellation — 2020” w kategorii ”Unikalna koncepcja” za monetę Creation of the World, 5 dolarów, Nowa Zelandia, Moskwa, Rosja.
- 2020 – Główna nagroda za medal „500 years of medal art in Poland and Lithuania” na XXXVI Między-narodowym Sympozjum Medalierskim, przyznana przez Prof. Algirdasa Zebrauskasa, Muzeum ALKA, Telsze, Litwa.
- 2020 – Nagroda w konkursie medalierskim wystawy „Czas ucieka, wieczność czeka” V Edycja Medalierskich Rozmów z Janem Pawłem II, Kordegarda Galeria Narodowego Centrum Kultury w Warszawie.
- 2019 – III nagroda w międzynarodowym konkursie na projekt monety 2019 International Coin Design Competition, Osaka, Japonia.
- 2018 – I miejsce w międzynarodowym konkursie Coin Constellation — 2018 w kategorii Moneta klasyczna dla monety kolekcjonerskiej Wielcy polscy ekonomiści — Mikołaj Kopernik, NBP o nominale 10 zł, Moskwa, Rosja.
- 2018 – I nagroda w międzynarodowym konkursie Centralnego Banku Estonii Eesti Pank na srebrną monetę o nominale 15 euro poświęconą 150. rocznicy urodzin Jaana Tõnissona, Tallinn, Estonia.
- 2017 – I nagroda w międzynarodowym konkursie Centralnego Banku Irlandii na srebrną monetę o nominale 15 euro poświęconą twórczości Jonathana Swifta w 350. rocznicę urodzin, Dublin, Irlandia.
- 2016 – Tytuł Najbardziej inspirującej monety świata w konkursie numizmatycznym Coin of the Year 2016 (COTY) dla srebrnej monety Jan Karski, 10 zł, NBP, Krause Publications, Stany Zjednoczone.
- 2013-2023 – Nagrody w konkursach Narodowego Banku Polskiego za projekty monet kolekcjonerskich i obiegowych wraz z ich realizacją.
- 2012 – Nagroda za medal Chrzest Żmudzi na XXVIII Międzynarodowym Sympozjum Medalierskim, Muzeum ALKA, Telsze, Litwa.
- 2011 – Nagroda Grand Prix na XXVII Międzynarodowym Sympozjum Medalierskim „Pamięć“ (Lietuvos medalio kūrėjų stovykla „Atmintis“), Telsze, Muzeum ALKA, Litwa.

### Wyróżnienia i stypendia
- 2018 – Odznaczenie Medallist Honoris Causa za szczególne zasługi w dziedzinie sztuki medalierskiej przyznane przez profesora Bogomila Nikolova z Narodowej Akademii Sztuk Pięknych w Sofii, w Bułgarii, FIDEM Art Medal Congress and Medal Exhibition 2018, Ottawa, Kanada.
- 2018 – Honorowy Medal „Thorunium” — specjalna nagroda przyznawana przez Prezydenta Miasta Torunia w uznaniu zasług dla miasta.
- 2018 – Stypendium Marszałka Województwa Kujawsko-Pomorskiego dla osób zajmujących się twórczością artystyczną, upowszechnianiem kultury i opieką nad zabytkami.
- 2017 – Złota Kareta „Nowości” w kategorii „Kultura”.
- 2016 – Wyróżnienie w Międzynarodowym Konkursie Medalierskim „Boris Schatz”, Israeli Art Medal Asso-ciation, Yannay, Izrael.

## Prace w zbiorach muzealnych[36]
- British Museum, Londyn, Wielka Brytania
- Teylers Museum, Haarlem, Holandia
- Państwowe Zbiory Sztuki w Dreźnie, Niemcy
- Muzeum monet i medali Narodowego Banku Słowacji, Kremnica, Słowacja
- Muzeum Banku Estonii, Talin, Estonia
- Muzeum Mennicy, Osaka, Japonia
- Irlandzkie Muzeum Narodowe, Dublin, Irlandia
- Muzeum Ulster, Belfast, Irlandia Północna
- Narodowe Muzeum Litwy, Wilno, Litwa
- Muzeum Uniwersyteckie w Bergen, Norwegia
- Muzeum Kristijonas Donelaitis, Tołminkiejmy, Rosja
- Museum Żmudzi „Alka” w Telszach, Litwa
- Międzynarodowe Centrum Współczesnego Medalu, Seixal, Portugalia
- Narodowe Muzeum Carskie Sioło, Sankt Petersburg, Rosja
- Muzeum Sztuki Medalierskiej we Wrocławiu, Polska
- Muzeum Miasta Łodzi, Polska
- Gabinet Numizmatyczny Zamku Królewskiego w Warszawie
- Gabinet Numizmatyczny Mennicy Polskiej
- Centrum Pieniądza Narodowego Banku Polskiego im. Sławomira S. Skrzypka, Warszawa
- Krakowski Salon Ekonomiczny NBP

## Wystawy[37]

### Wystawy indywidualne
- 2023 – Pomiędzy – Awers/Rewers. Medale i Monety Sebastiana Mikołajczaka. Muzeum Okręgowe w Toruniu
- 2023 – The World and its People, Teylers Museum, Haarlem, Holandia
- 2019 – Sebastian Mikołajczak AVERZ/REVERZ, Muzeum Monet i Medali Narodowego Banku Słowacji w Kremnicy, Słowacja
- 2019 – Sebastian Mikolajczak THE WORLD, Medialia Gallery, New York, Stany Zjednoczone / USA
- 2018 – Sebastian Mikołajczak. Monety i medale, Muzeum Okręgowe im. Leona Wyczółkowskiego w Bydgoszczy
- 2009 – Laboratorium Snu, Galeria BWA, Wrocław
- 2008 – Laboratorium Snu, Galeria Forum, Toruń
- 2007 – W objęciach Morfeusza, Galeria Oficyna, Szczecin

### Wystawy zbiorowe i sympozja zagraniczne
- 2023 – XXXVII Art Medal Congress, Federation FIDEM exhibition, Florencja, Włochy
- 2023 – XXXVIII International medal art and small sculpture symposium in Telsiai, Litwa
- 2022 – „Symbiosis” International Medallic Project 2022, Muzeum Oyama Town, Japonia
- 2022 – XXXVIII International art medal and small sculpture symposium „MEDALS OF DIS/HONOR”, Museum Alka, Telsze, Litwa
- 2022 – „Music associations-medal interpretations” International Medallic Project 2022, Sofia, Bułgaria
- 2022 – „Tsukuba Art Medal Project/TAMP” Chiba Prefectural Museum of Art, Japonia
- 2021 – „Transformation” International Medallic Project 2021, Tokyo Metropolitan Art Museum, Japonia
- 2021 – XXXVII International art medal and small sculpture symposium „Creators of the statehood signs”, Telsze, Litwa
- 2021 – „Future for nature” International Medallic Project 2020, Muzeum Oyama Town, Japonia
- 2021 – XI Baltic Medal Triennial „Medal Art in Lithuania and Poland — 500 years”, Muzeum Narodowe w Wilnie, Litwa
- 2021 – XXXVI International Medal Art Federation FIDEM exhibition, Tokio, Japonia
- 2021 – „HOMAGE TO...” International Medallic Project 2021, Sofia, Bułgaria
- 2020 – XXXVI International medal art symposium „Medal art in Lithuania and Poland — 500 years”, Museum Alka, Telsze, Litwa
- 2020 – „The Medal — This Is Me” International Medallic Project 2020, Sofia, Bułgaria
- 2019 – „We Are...” International Medallic Project 2019, Sofia, Bułgaria
- 2019 – World Money Fair 2019 Berlin, Niemcy
- 2018 – FIDEM XXXV. Art Medal World Congress, Ottawa, Kanada
- 2018 – Coin Constellation, Moskwa, Rosja
- 2018 – X Baltic medal triennial “Baltic Unity”, Tartu Art House, Tartu, Estonia
- 2018 – World Money Fair 2018, Berlin, Niemcy
- 2018 – “Medal ages” International Medallic Project 2018, Sofia, Bułgaria
- 2017 – The 7th International Medal Symposium, Blue House, Veliko Turnovo, Bułgaria
- 2017 – Look East, Charków, Ukraina
- 2017 – Boris Schatz, Tolerancijos Centre, Wilno, Litwa
- 2017 – World Money Fair 2017, Berlin, Niemcy
- 2017 – “I have a dream...” International Medallic Project 2017, Sofia, Bułgaria
- 2017 – Symposium for 100 year of Lithuania, Museum Alka, Telsze, Litwa
- 2017 – X Baltic Medal Triennial “Baltic Unity”, Šv. Jono Gatvės Gallery, Wilno, Litwa
- 2016 – Boris Schatz, Israeli Art Medal Association, Yannay, Izrael
- 2016 – FIDEM XXXIV Art Medal World Congress, Ghent, Belgia
- 2016 – “Seven Medal Attacks” International Medallic Project 2016, Sofia, Bułgaria
- 2015 – “1001 Nights” International Medallic Project 2015, Sofia, Bułgaria
- 2014 – International Contemporary Medalists On Ophthalmology & Related Themes, Medialia Gallery, Nowy Jork, Stany Zjednoczone
- 2014 – From the Danube, Veltava and Vistula Rivers. Medallists and Their Works, Museum of Coins and Medals, Kremnica, Słowacja
- 2014 – Via Baltica, Šv. Jono gatvės galery, Wilno, Litwa
- 2014 – FIDEM XXXIII. Art Medal World Congress, Sofia, Bułgaria
- 2014 – Coin Constellation, Moskwa, Rosja
- 2014 – XXX International Symposium of Medals, Museum Alka, Telsze, Litwa
- 2014 – “Faceback” International Medallic Project 2014, Sofia, Bułgaria
- 2014 – World Money Fair 2014, Berlin, Niemcy
- 2013 – Exhibition at Unesco 300th birthday of Kristijonas Donelaitis, Königsberg, Niemcy
- 2013 – Whisper in a microcosmos, Galerie H2O, Kioto, Japonia
- 2013 – “New creation” International Medallic Project 2013, Sofia, Bułgaria
- 2013 – Kunst uit Toruń, BplusC Centrum voor kunst en cultuur, Lejda, Holandia
- 2012 – FIDEM XXXII. Art Medal World Congress, Glasgow, Szkocja
- 2012 – XXVIII International Symposium of Medals, Museum Alka, Telsze, Litwa
- 2012 – “The end” International Medallic Project 2012, Sofia, Bułgaria
- 2011 – Dawn of the Second Decade, Medialia Gallery, Nowy Jork, Stany Zjednoczone
- 2011 – XI International Medallic Art Symposium, Museum of Coins and Medals, Kremnica, Słowacja
- 2011 – XXVII International Symposium of Medals, Museum Alka, Telsze, Litwa
- 2011 – “Medalliwood” International Medallic Project 2011, Sofia, Bułgaria
- 2011 – World Money Fair 2011, Berlin, Niemcy
- 2010 – FIDEM XXXI. Art Medal World Congress, Tampere, Finlandia
- 2010 – “Medal Sessions X” International Medallic Project 2010, Sofia, Bułgaria
- 2010 – VIII Baltic Medal Triennial, Ryga, Łotwa
- 2010 – 4th International Biennial of Contemporary Medals, Seixal, Portugalia
- 2009 – “Medal Sessions IX” International Medallic Project 2009, Sofia, Bułgaria
- 2008 – Exhibition of medals, National Art Gallery, Sofia, Bułgaria
- 2008 – Exhibition of medals, University Centre of Culture, Lizbona, Portugalia
- 2008 – “Myths, Legends, Prophecies” International Medallic Project 2008, Sofia, Bułgaria
- 2007 – “7 the Key” International Medallic Project 2007, Sofia, Bułgaria
- 2007 – FIDEM XXX. Art Medal World Congress, Colorado Springs, Stany Zjednoczone

### Zbiorowe wystawy krajowe
- 2022 – Tatuaż. Symbol, piętno, piękno, Muzeum Etnograficzne im. Marii Znamierowskiej-Prüfferowej w Toruniu
- 2022 – Czas ucieka Wieczność Czeka. Postscriptum, Muzeum Miedzi w Legnicy
- 2021 – XI Bałtyckie Triennale Medali, Muzeum Okręgowe w Toruniu
- 2020 – Czas ucieka, wieczność czeka. V Edycja Medalierskich Rozmów z Janem Pawłem II, Kordegarda Galeria Narodowego Centrum Kultury w Warszawie
- 2018 – Kody dostępu. Wystawa pedagogów Wydziału Sztuk Pięknych Uniwersytetu im. Mikołaja Kopernika w Toruniu, Bydgoskie Centrum Sztuki, Bydgoszcz
- 2017 – Wielcy polscy ekonomiści — Mikołaj Kopernik, Centrum Nowoczesności Młyn Wiedzy, Toruń
- 2017 – Być razem — Medalierskie rozmowy z Janem Pawłem II, Opactwo w Krzeszowie
- 2017 – Życie zadane — Medalierskie rozmowy z Janem Pawłem II, Muzeum Monet i Medali Jana Pawła II w Częstochowie
- 2016 – Raport, Centrum Sztuki Współczesnej „Znaki Czasu”, Toruń
- 2016 – Być razem — Medalierskie rozmowy z Janem Pawłem II, Panteon Narodowy Kościoła pw. Świętych Apostołów Piotra i Pawła w Krakowie
- 2015 – Wobec Świętości, Medalierzy Polscy w roku kanonizacji Jana Pawła II, Muzeum Miedzi w Legnicy
- 2015 – od Conditio Humana do…, Galeria Wozownia, Toruń
- 2015 – Wobec Świętości, Medalierzy Polscy w roku kanonizacji Jana Pawła II, Uniwersytet Papieski Jana Pawła II w Krakowie
- 2014 – Rok Jana Karskiego, Centrum Dialogu im. Marka Edelmana w Łodzi
- 2014 – Medalierzy polscy: Mój Jan Paweł II, Zamek Królewski w Warszawie
- 2014 – Znad Dunaju, Wełtawy i Wisły. Medalierzy i ich dzieła, Muzeum Sztuki Medalierskiej, Wrocław
- 2012 – Coin Expo 2012, Pałac Kultury i Nauki, Warszawa
- 2012 – Wystawa Rzeźbiarzy Wydziału Sztuk Pięknych Uniwersytetu Mikołaja Kopernika w Toruniu, Centrum Rzeźby Polskiej Muzeum Rzeźby Współczesnej, Orońsko
- 2011 – Ars Sine Scientia Nihil Est, Muzeum Uniwersyteckie w Toruniu
- 2011 – Coin Expo 2011, Pałac Kultury i Nauki, Warszawa
- 2010 – Wystawa Pedagogów Wydziału Sztuk Pięknych Uniwersytetu Mikołaja Kopernika w Toruniu, Galeria BWA, Płock
- 2010 – Polygonium 2, Galeria BWA, Bydgoszcz
- 2006 – Wystawa Małej Formy Rzeźbiarskiej, Bałtycka Galeria Sztuki, Koszalin

## Publikacje
- Pomiędzy - awers/rewers – Medale i Monety Sebastiana Mikołajczaka - plik PDF - ISBN 978-83-958952-2-7
- Sebastian Mikołajczak Medale i monety - plik PDF - ISBN 978-83-952401-1-9
- The World and its People - Art Medals by Sebastian Mikołajczak, 2023, Teylers Museum, Haarlem, str. 1-64
- The Medal, British Art Medal Society, Great Britan, 2021 - ISSN 0263-7707, str.60-61
- XI Baltic Medal Triennial „Medal Art in Lithuania and Poland — 500 years”, National Museum of Lithuania, 2021, ISBN:978-83-945533-5-7, str. 38
- Monety i banknoty kolekcjonerskie 2020, Narodowy Bank Polski - ISBN: 978-83-941054-6-4, str.51-73
- FIDEM TOKYO 2020 XXXVI, Congress International Federation of Medallic Art, Tokio, Japan, 2020, str. 312
- Monety i banknoty kolekcjonerskie 2019, Narodowy Bank Polski - ISBN: 978-83-941054-6-4, str. 23-27
- The Medal, British Art Medal Society, Great Britan, 2018 - ISSN 0263-7707, str. 69-71
- Monety i banknoty kolekcjonerskie 2018, Narodowy Bank Polski - ISBN: 978-83-941054-3-7, str. 51-54
- Sebastian Mikołajczak Medale i Monety, Wydział Sztuk Pięknych, Uniwersytet Mikołaja Kopernika, Toruń, 2018 - ISBN 978-83-952401-1-9, str.1- 110
- International FIDEM XXXV, Art Medal World Congress, Ottawa, Canada, 2018 - ISBN 978-1-7753287-0-4, str.188
- Monety i banknoty kolekcjonerskie 2017, Narodowy Bank Polski - ISBN: 978-83-941054-7-1, str. 12-16
- Monety i banknoty kolekcjonerskie 2016, Narodowy Bank Polski - ISBN: 978-83-941054-5-7, str. 24-28, 41-44
- FIDEM XXXIV, Art Medal World Congress, Ghent, Belgium, 2016, Ghent - ISBN:978-2-87502-061-1, str. 291
- Mennica Polska 250 lat, Mennica Polska S.A. - ISBN:978-83-910488-0-1, str. 64,79
- XXX Lietuvos medalio kūrėjų stovykla Telšiuos, Museum Alka, Telsze, Litwa, 2014 - ISBN 978-609-447-160-5, str.17
- Monety i banknoty kolekcjonerskie 2014, Narodowy Bank Polski - ISBN: 978-83-941054-0-2, str. 37-40, 51-54
- International exhibition of contemporary medals, Art Medal World Congress FIDEM XXXIII, Sofia, Bułgaria, 2014 - ISBN 978-954-2988-17-5, str.1
- Znad Dunaju, Wełtawy I Wisły. Medalierzy i ich dzieła, Museum of Coins and Medals, Kremnica, Słowacja, 2014 - ISBN 978-83-62290-77-2, str. 26-29
- Monety kolekcjonerskie 2013, Narodowy Bank Polski - ISBN: 978-83-932138-3-2, str. 51-54, 67-70
- XXVIII Lietuvos medalio kūrėjų stovykla Telšiuos, Museum Alka, Telsze, Litwa, 2012 - ISBN 978-609-447-063-9, str.18
- Art Medal World Congress FIDEM XXXII,  Glasgow, Szkocja, 2012 - ISBN 978-1-90747477-21-3, str. 135
- XXVII Atmintis Lietuvos medalio kūrėjų stovykla Telšiuos, Museum Alka, Telsze, Litwa, 2011 - ISBN 978-609-447-028-8, str. 20
- International Medals Art Symposium, Wilno, Litwa, 2011, St. John Street Gallery - ISBN 978-609-95004-6-1, str.16-17
- XXVI Lietuvos medalio kūrėjų stovykla Telšiuos, Museum Alka, Telsze, Litwa, 2010 - ISBN 978-9955-854-97-5, str.13
- FIDEM XXXI, 31th Congress International Federation of Medallic Art, Tampere, Finland, 2010 - ISBN 978- 951-609-455-0, str. 227
- FIDEM XXX, 30th Congress International Federation of Medallic Art, Colorado Springs, USA, 2007 - ISBN:978-0-89637-029-6, str. 224
- 6th International Biennial of Contemporary Medals, Seixal, Portugal, 2010, National Society of Fine Arts award, str. 65
- 5th International Biennial of Contemporary Medals, Seixal, Portugal, 2008, National Society of Fine Arts award, str. 79
- XXXVIII tarptautinė medalio meno ir mažosios skulptūros kūrėjų stovykla Telšiuose. Medal / of dyshonor, 2022 - ISBN 978-609-447-379-1, str. 24
- Muntkoerier 7/8 - ISSN 0165-5442, str. 38-40